# 喜蔭腔吻鱈
喜蔭腔吻鱈，為輻鰭魚綱鱈形目鼠尾鱈科的其中一種。分布於西北太平洋海脊海域，屬深海底棲性魚類，棲息深度可達550公尺，體長可達30公分，生活習性不明。